# 康定市
康定市（こうていし）は中国四川省カンゼ・チベット族自治州東部に位置する県級市である。
ダルツェド、ダルツェムド、ダルツェンド（dar-rtse-mdo，Darzêdo, 打箭爐）あるいはダルド（dar mdo）とも呼ばれる。康定とは「康（カム）の地を平定する」という意味。
爐城鎮（ダルツェド）は市の政治・経済・文化の中心だが、カンゼ自治州全体の政治・軍事・文化・交通・通信などの中枢でもある。康定情歌という民謡でも知られる。

## 歴史

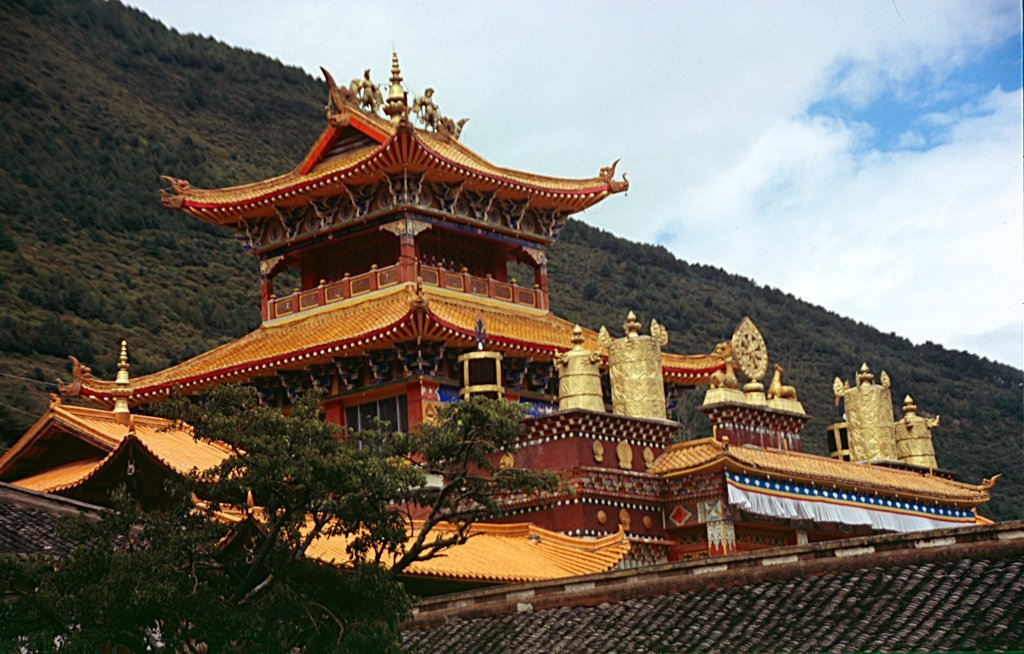
南無寺

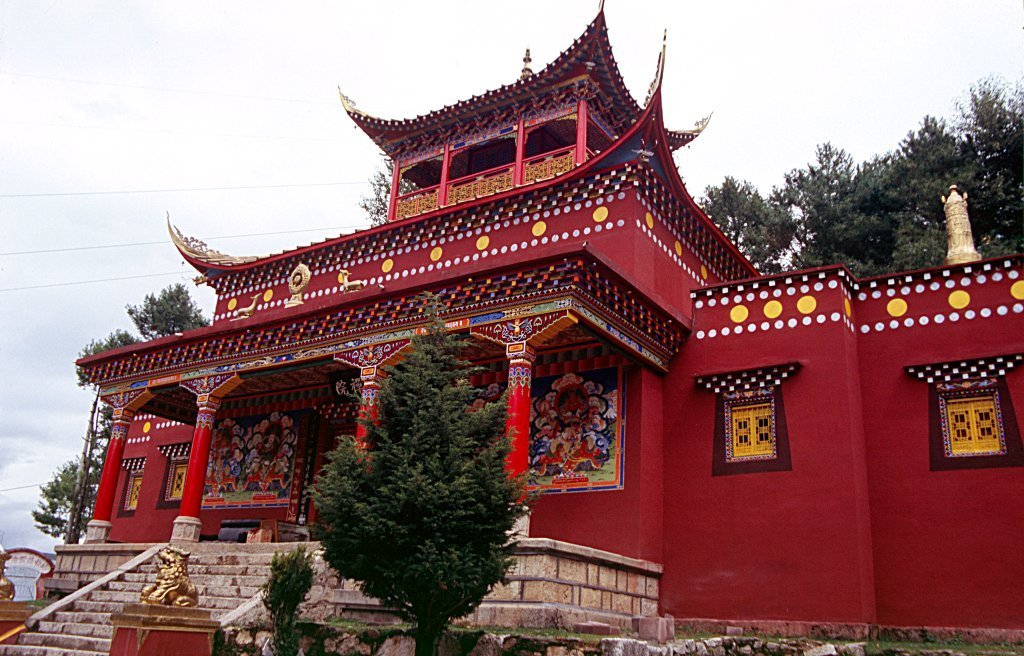
跑馬山にあるチベット仏教の寺

歴史上、ダルツェドは漢族とチベット族の間の貿易や物資集散の中心で、内地からチベットへ向かう際の門戸でもあった。四川とチベットの間では、茶と馬の相互取引（「茶馬古道」、「川蔵茶馬互市」）が盛んだったがその中心でもあった。
元代には世襲の諸侯が土官に任ぜられ長河西千戸、長河西招討司が設置された。明の永楽五年（1407年）には「長河西魚通寧遠宣慰使司」が設けられ、同じく世襲の職となった。明末の崇禎十二年（1639年）にはグーシ・ハーン（固始汗）がこの地方を征服したが、土司の統治範囲に営官が設置され、土司を通じた間接統治と営官を通じた統治の二重体制になった。清の康熙五年（1666年）、改めて土司が認められた。雍正八年（1730年）にはダルツェドに打箭爐庁が置かれた。光緒三十年（1904年）に打箭爐庁は康定府に昇格し、この際に「康定」の名が使われ始めた。
中華民国の成立後、府制を廃すると、康定府は康定県になった。1939年にチベット東南部カム地方を統治する西康省が成立すると、ダルツェドに省政府が置かれたが、西康省政府は従来この地を統治してきた諸侯らの反発を受けた。2015年3月16日、中華人民共和国国務院は康定県を廃止し、県級市である康定市を設置した。

## 言語
ダルツェドはチベット族、漢族、羌族、回族、イ族など多数の民族が雑居する。この地のチベット族は、チベット語のカム方言とアムド方言、および羌語系のムニャ語（木雅語）と貴瓊語を話す。

## 行政区画
| 区分 | 数 | 名称                                                |
| ---- | -- | --------------------------------------------------- |
| 街道 | 2  | 爐城 楡林                                           |
| 鎮   | 5  | 姑咱 新都橋 甲根壩 貢嘎山 魚通                      |
| 郷   | 10 | 塔公 沙徳 金湯 雅拉 麦崩 捧塔 普沙絨 吉居 呷巴 孔玉 |

## 交通

### 航空
- カンゼ康定空港 - 2008年には長さ4000mの滑走路のある康定空港が開港した。標高は4,280mと開港当時は世界で二番目の高所にある空港だった。成都双流国際空港（成都）から康定空港まで飛行機で約1時間。冬期以外、毎日運行している。

### 道路
成都から康定（ダルツェド）まで高速道路で3時間強。雅葉高速道路と318国道が通る。
- 高速道路
  -  雅葉高速道路

国道
- G318国道

## 画像

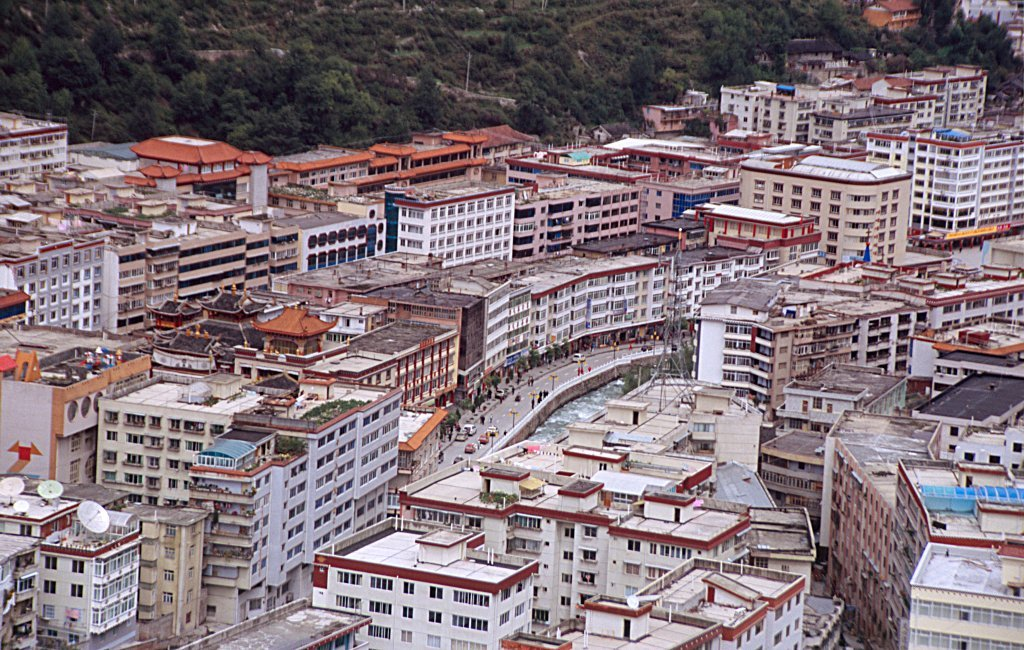
ダルツェドの街並み
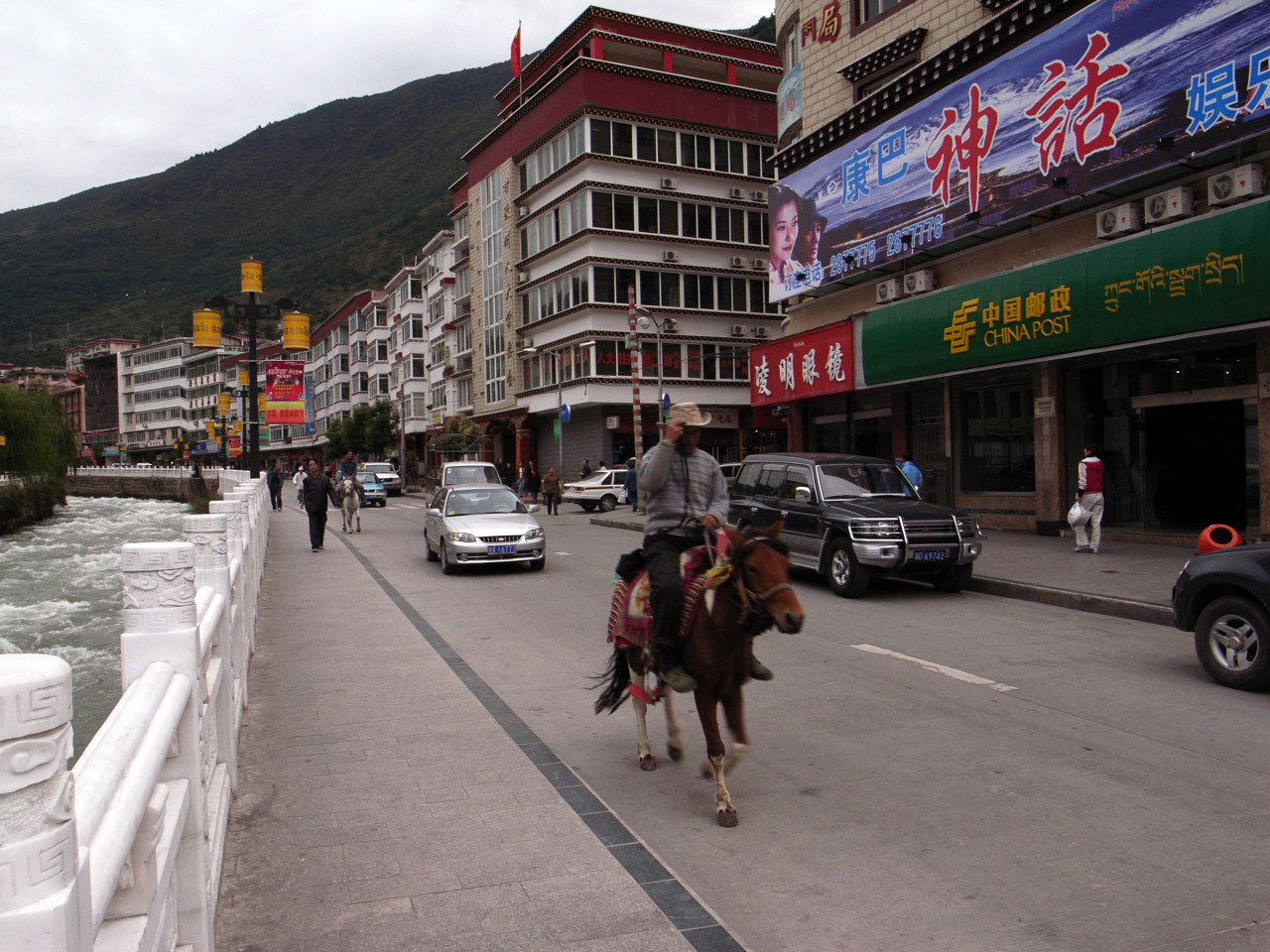
馬で街をゆく人
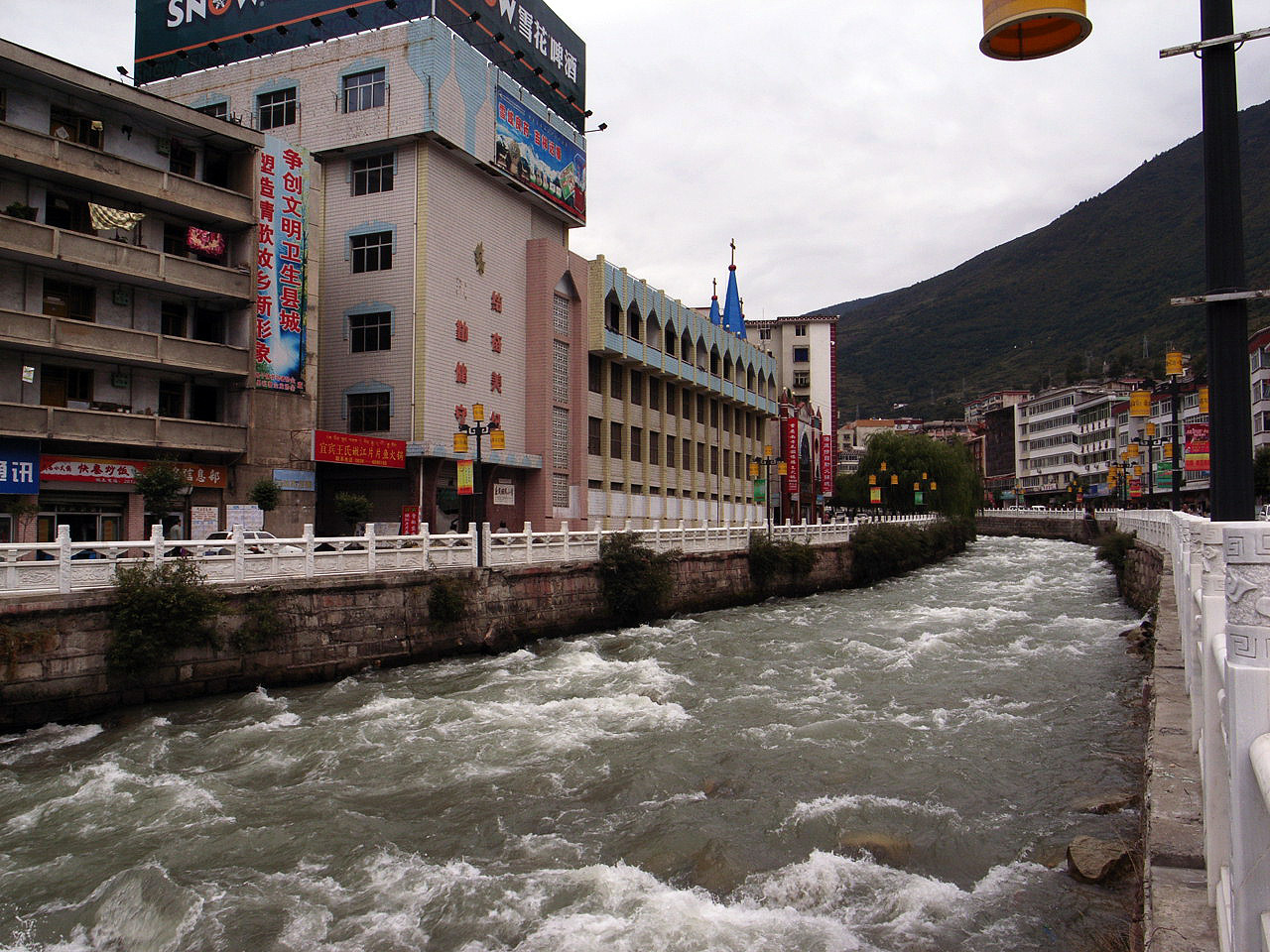
ダルツェド市街を流れるツェド河
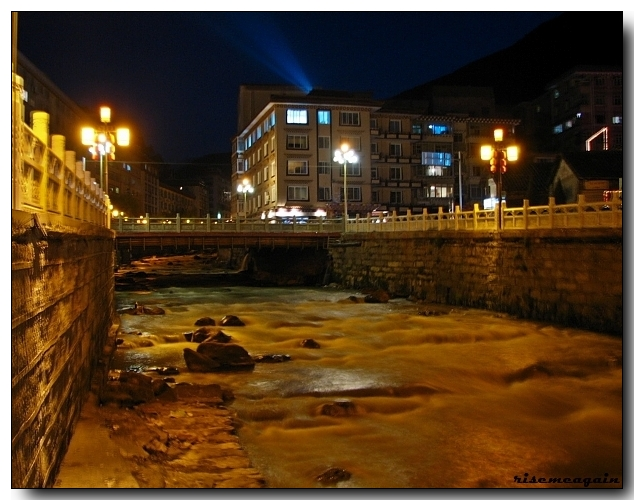
ツェド河の夜景

## 健康・医療・衛生
- カンゼ州人民医院
- カンゼ・チベット族自治州衛生学校附属医院
- 康定市人民医院
- 康定市第二人民医院